# 拉阿德拉

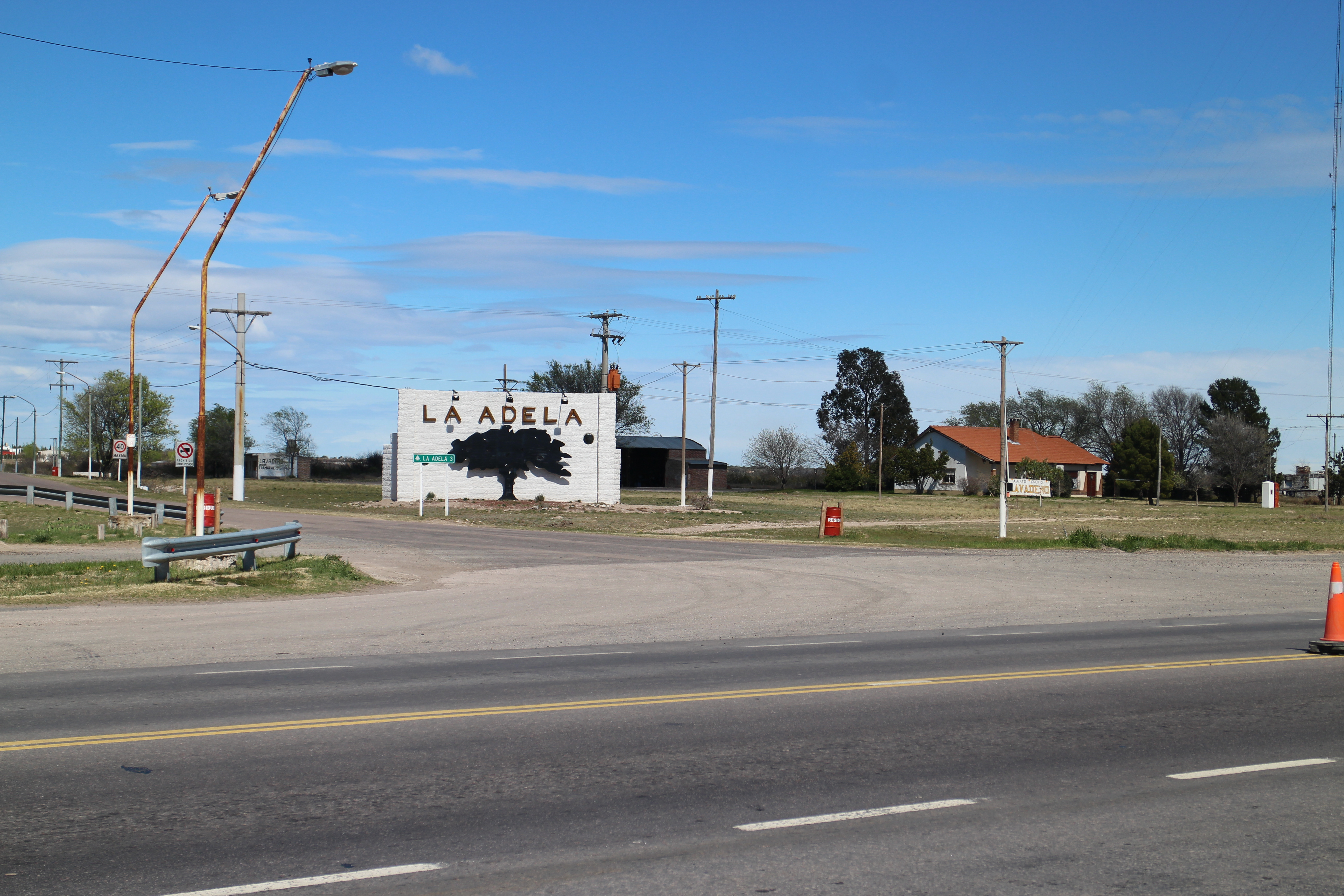
拉阿德拉

拉阿德拉（西班牙語：La Adela），是阿根廷的城鎮，位於該國南部拉潘帕省，是卡萊烏卡萊烏縣的首府，始建於1909年8月26日，面積7,774平方公里，海拔高度130米，2010年人口1,904，人口密度每平方公里0.24人。 
38°59′S 64°05′W / 38.983°S 64.083°W